# Urophyllum melanocarpum
Urophyllum melanocarpum är en måreväxtart som beskrevs av Henry Nicholas Ridley. Urophyllum melanocarpum ingår i släktet Urophyllum och familjen måreväxter. Inga underarter finns listade i Catalogue of Life.